# Hubert Rivey
 (novembre 2012).
Si vous disposez d'ouvrages ou d'articles de référence ou si vous connaissez des sites web de qualité traitant du thème abordé ici, merci de compléter l'article en donnant les références utiles à sa vérifiabilité et en les liant à la section « Notes et références ».
Hubert Rivey est un artiste peintre né le 1er septembre 1943 à Paris, où il vit et travaille.

## Parcours
Il fait ses études au Lycée Voltaire de Paris. Après son diplôme de l'École nationale supérieure des arts appliqués et des métiers d'art de Paris, il entre, en 1964, à l'École nationale supérieure des beaux-arts de Paris (ENSBA) dans l'atelier Maurice Brianchon.
Il enseigne, de 1974 à 2011 à l’École des beaux arts Édouard Manet de Gennevilliers, et expose régulièrement à Paris, en Province, en Europe, et en Chine.
Son travail a été représenté de 1991 à 2018 par la Galerie Bernard Jordan à Paris, Zurich et Berlin.
Ses travaux évoquent la vitesse et le temps. Il utilise des bombes aérosol, et un aérographe, pour projeter sur la toile des pigments de peinture acrylique, sans contact avec le support et sans retouche.
Depuis 1969, il participe à des salons, des expositions collectives ou personnelles, et son œuvre est représentée au Fonds national d'art contemporain ainsi que dans des fonds municipaux. Il réalise des travaux d'art public et illustre des ouvrages de poésie.

## Principales expositions personnelles
- 1969 - Galerie pour tous. Rue Mouffetard. Paris.
- 1970 - Maison des Jeunes et de la Culture. Colombes.
- 1973 - Galerie Municipale Édouard Manet. Gennevilliers.
- 1974 - Maison des Jeunes et de la Culture. Saint-Céré[1].
- 1980 - Galerie des Éditions Pierre-Emile. Paris.
- 1985 - Croix de Saint Antoine. Champigny sur Marne.
- 1989 - « Peintures ». Galerie Municipale E. Manet. Gennevilliers. Catalogue, textes de M. Benhamou et B. Paradis.
- 1991, 1995 - Galerie Bernard Jordan. Paris[2]
- 1997 - Galerie de l’École supérieure d’Art et de Design de Reims. Plaquette, texte de Gervais Jassaud.
- 1999 - « 224 peintures récentes ». Atelier ouvert. Gennevilliers.
- 2002 - « Cabinet de dessin ». Galerie Bernard Jordan. Paris.
- 2006 - « Série de 81 peintures sur toile ». Atelier ouvert. Gennevilliers.
- 2009 - « Un nouveau lieu, rue d’Aboukir ». Paris.
- 2012 - « Le pays où le ciel est toujours bleu ». Orléans[3].
- 2012 - « Hubert Rivey paintings » South-south Global Assets and Technology Exchange, Shanghai[4], Chine.
- 2014 - « Cabinet de dessin».  Galerie Bernard Jordan. Zurich. Suisse.
- 2016 - East Lee Studio Shanghai, Chine.
- 2019 - East Lee Studio Shanghai, Chine.

## Principales expositions collectives
- 1974 - « Novembre à Vitry ». Vitry-sur-Seine.
- 1975 - « Sérigraphies ». Galerie du Haut Pavé. Paris.
- 1976 - « Contrastes ». Centre Culturel du Marais. Paris.
- 1976 - « Bannières ». Les 3 passages. Paris.
- 1977 - Institut National d’Éducation Populaire. Marly le Roi.
- 1979 - « Hommage à Victor Choquet ». Hôtel de la Monnaie. Paris.
- 1980 - « Livres d'artistes ». Galerie Municipale E.Manet. Gennevilliers.
- 1981 - « Livres d'art et d'artistes ». Galerie NRA. Paris.
- 1981 - « Peinture de chevalet ». 100 peintres. Galerie NRA. Paris.
- 1982 - « De l'Assemblage à l'Espace». Galerie et Église Sainte Marie-Madeleine. Gennevilliers.
- 1983 - 1re Exposition de la Revue Plages. Paris[5].
- 1984 - « Réflexion réfléchie ». Galerie NRA. Paris.
- 1984 - « Dessins petits formats ». Centre Jean Vilar. Rosny-sous-Bois.
- 1985 - « Una citta tre sguardi ». Musée San Domenico. Imola. Italie.
- 1992 - Internationaler Kunstmarkt Art. Cologne. Galerie Bernard Jordan.
- 1994 - Centre Espace-Abstraction. Paris.
- 1996 - « Mon beau sapin !». Galerie Bernard Jordan Martine Devarrieux. Paris.
- 1999 - « Répétition ». Exposition de groupe avec Jean Gabriel Coignet, Eric Corne, Christophe Cuzin, Robert Groborne, Sylvain Lecombre, M.H. Viot. Atelier ouvert. Gennevilliers.
- 2000 - « Le pays où le ciel est toujours bleu » Orléans.
- 2003 - « Une ombre insoupçonnable » Exposition du livre, Galerie Patrick Gaultier. Quimper.
- 2005 - « Une ombre insoupçonnable » Exposition du livre, Carré d’Art de Nîmes.
- 2005 - « Un certain regard sur le fonds d’Art contemporain » Galerie Édouard Manet. Gennevilliers[6].
- 2007 - « 50ème Jour de la Sirène ». La Générale en Manufacture. Sèvres.
- 2011 - « Dessins ». Galerie Jordan/Seydoux. Berlin. Allemagne.
- 2015 - « Hommage à Bernard Point ». Galerie du Haut Pavé. Paris.
- 2015 - « Un week-end avant Noël ». Galerie Alain Coulange - Paris.
- 2017 - « ATM TEMPO I,II et III »  Hermes Ginza, Tokyo, Japon.
- 2018 - « Bruit Rose » le POCTB, Orléans.
- 2018 - « Répétition » le 6B, Saint-Denis.

## Principaux salons
- 1976, 1978 - Salon des Réalités Nouvelles. Paris.
- 1977, 1978 - Grands et jeunes d'aujourd'hui. Paris.
- 1983, 1985 - Salon de mai. Paris.
- 2007, 2008, 2010, 2011 - Salon du dessin contemporain. Galerie Bernard Jordan. Paris.
- 2012 - « Drawing now in Paris »  Galerie Bernard Jordan Carrousel du Louvre. Paris.

## Art public
- 1971 - Intervention du Groupe Baz[7]. Métro Denfert Rochereau.Paris.
- 1975 - Mur peint. Rue Pierre Nicole.Paris[8].
- 1980 - Empreintes Béton. Luc Givry Architecte.
- 1984 - Mur peint. Rue Sainte Marie. Gennevilliers.
- 1987 - 12 Chapiteaux. Brique et béton.Plateau des Guinettes. Étampes. Luc Givry Architecte.
- 1988-89 - Bardage tôle émaillée. Luc Givry Architecte.
- 1993 – Luminaires OPIEVOY Cité du grand cerf. Bezons. Luc Givry Architecte.

## Collections publiques
- Fonds national d'art contemporain[9],[10].
- Collection d’art contemporain de la SACEM
- Fonds municipal d'art Contemporain de la Ville de Gennevilliers[11].
- Collections permanentes de l'École nationale supérieure des beaux-arts de Paris[12].

## Publications, illustrations
- 1979 - Liberté bleue. Texte Lise Noël. Éditions Galerie C. Chevalier. Paris.
- 1980 - L'éloge du présent, poèmes. Jean-Michel Delacomptée. Éditions Pierre-Émile 1980.
- 1984 - Mur Marie. Texte G.Moricet. Éditions Pierre-Émile. Paris.
- 2002-  Une ombre insoupçonnable. Texte Maurice Benhamou. Éditions Espace/Abstraction.
- 2015 - Préface de Sul Poggio . Sophie Keledjian et Anywhere Paris. Galerie Alain Coulange[13].
- 2017 - Comme un 8. Texte de Jane Sautière. Éditions Area. Paris.

## Articles et textes sur Hubert Rivey
- 1994 - « Rivé à son art » Texte G. Collins. Éditions de l’Impasse Gaudelet.
- 1999 - « L’espace plastique, Paysages de l’âme et portraits critiques » Maurice Benhamou Editions Name. Genova. Italie[14]
- 1990 - Maurice BENHAMOU in art press. Janvier 1990
- 1995 - Pierre ZARCATTE in Le journal des Expositions. Janvier 1995
- 1995 - Henri François DEBAILLEUX in Libération. 6 janvier 1995
- 1995 - Alin AVILA France Culture. Janvier 1995
- 1996 - Bruno PARADIS in « Interlope la curieuse » No 14/15 décembre 1996[15]
- 2002 - Emmanuel Lincot in La revue Critique. H.Rivey une solitude intemporelle. Avril 2002